# Monacos Grand Prix 1997
Monacos Grand Prix 1997 var det femte av 17 lopp ingående i formel 1-VM 1997.

## Resultat
1. Michael Schumacher, Ferrari, 10 poäng
2. Rubens Barrichello, Stewart-Ford, 6
3. Eddie Irvine, Ferrari, 4
4. Olivier Panis, Prost-Mugen Honda, 3
5. Mika Salo, Tyrrell-Ford, 2
6. Giancarlo Fisichella, Jordan-Peugeot, 1
7. Jan Magnussen, Stewart-Ford
8. Jos Verstappen, Tyrrell-Ford
9. Gerhard Berger, Benetton-Renault
10. Ukyo Katayama, Minardi-Hart

### Förare som bröt loppet
- Heinz-Harald Frentzen, Williams-Renault (varv 39, snurrade av)
- Shinji Nakano, Prost-Mugen Honda (36, snurrade av)
- Nicola Larini, Sauber-Petronas (24, snurrade av)
- Jean Alesi, Benetton-Renault (16, snurrade av)
- Jacques Villeneuve, Williams-Renault (16, snurrade av)
- Ralf Schumacher, Jordan-Peugeot (10, snurrade av)
- Johnny Herbert, Sauber-Petronas (9, snurrade av))
- Jarno Trulli, Minardi-Hart (7, snurrade av)
- David Coulthard, McLaren-Mercedes (1, snurrade av)
- Mika Häkkinen, McLaren-Mercedes (1, kollision)
- Damon Hill, Arrows-Yamaha (1, snurrade av)
- Pedro Diniz, Arrows-Yamaha (0, snurrade av)